# شیرمرد (فیلم)
شیرمرد فیلمی به کارگردانی و نویسندگی ابراهیم باقری محصول سال ۱۳۴۴ است.

## خلاصه داستان
دو لوطی «عباس» و «ابرام»، دوستی صادقانه دیرینه‌ای با یکدیگر دارند...

## بازیگران
- عباس مصدق
- سهیلا
- همایون
- اکبر هاشمی